# Alberto Gómez Ascaso
Alberto Gómez Ascaso es un escultor aragonés, nacido el 26 de mayo de 1963 en Zaragoza, España.

## Biografía

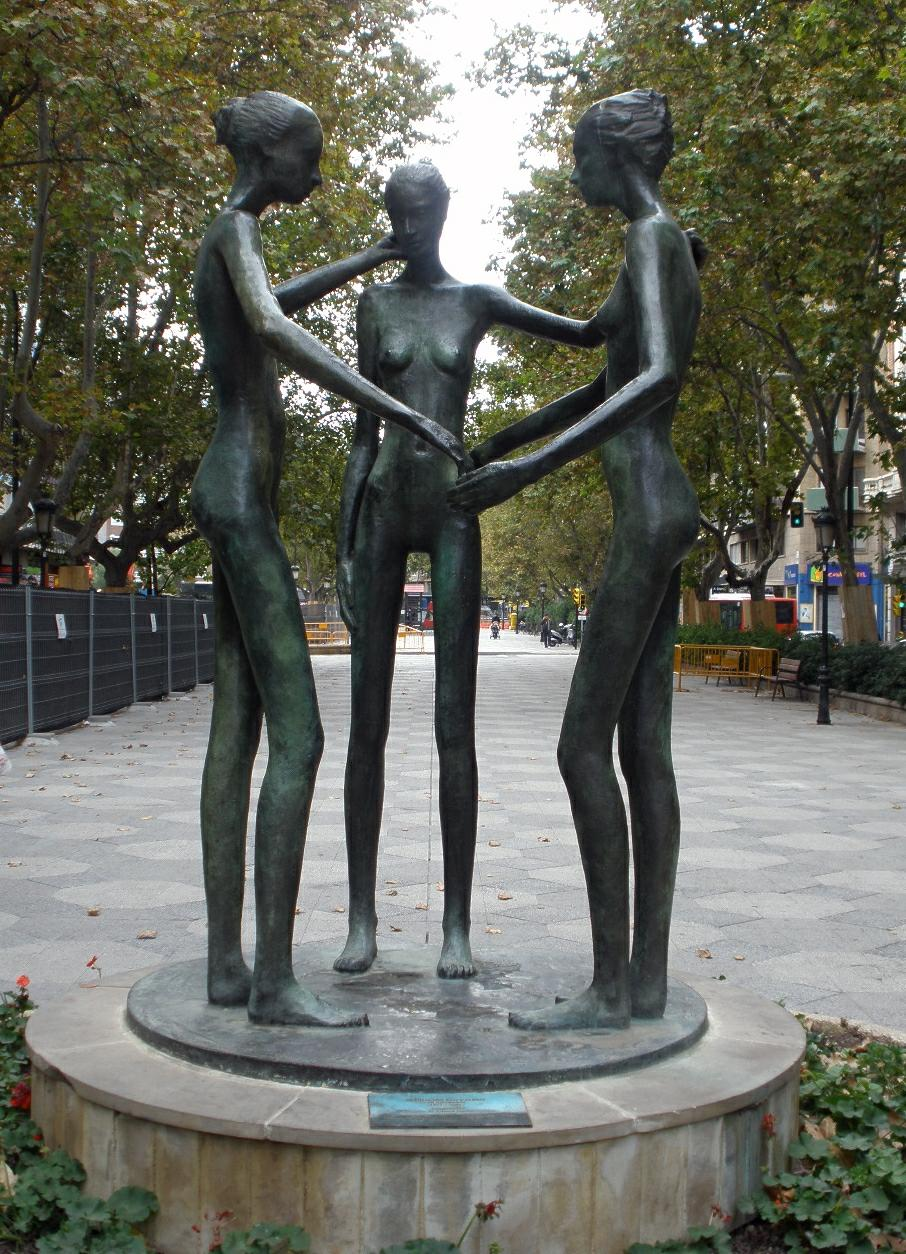
Complicidad en la Gran Vía de Zaragoza.

Nació el 26 de mayo de 1963 en Zaragoza, España.
Estudió 3 años en la Escuela de Artes de Zaragoza.
Se diplomó en Ciencias Humanas en la Escuela de Magisterio.
Se licenció en Filosofía pura por la UNED.
De 1985 a 1994 trabajó en el Taller Libre de escultura del Antiguo Matadero de Zaragoza.
Trabajó en una estancia de un mes en el taller de Carlo Nicoli de Carrara (Italia).
En 2003 realizó un curso de dibujo del natural en Escuela de Bellas Artes de París.
Entre 2003 y 2004 estudió durante 5 meses en la Académie de la Grande Chaumière de París.
En 2005 obtuvo el Diploma de Estudios Avanzados por la Universidad de Zaragoza con el trabajo de investigación La posmodernidad en el arte.
En 2009 terminó su tesis doctoral La experiencia creativa: hacia un arte batailleano, con la que obtuvo el título de Doctor en Filosofía.
En 2010 comenzó su proyecto personal La voluntad de Suerte, un conjunto escultórico compuesto de 15 esculturas de tamaño monumental.
En 2011 publicó en la Editorial Académica Española el ensayo El arte como voluntad de suerte.
En 2012 se inició en el grabado al aguafuerte gracias a la ayuda de Natalio Bayo y la colaboración de Mariano Castillo como estampador.
En 2012 comenzó a trabajar con la Galería Vivendi de Mark Hachem en París y Nueva York.

## Obras

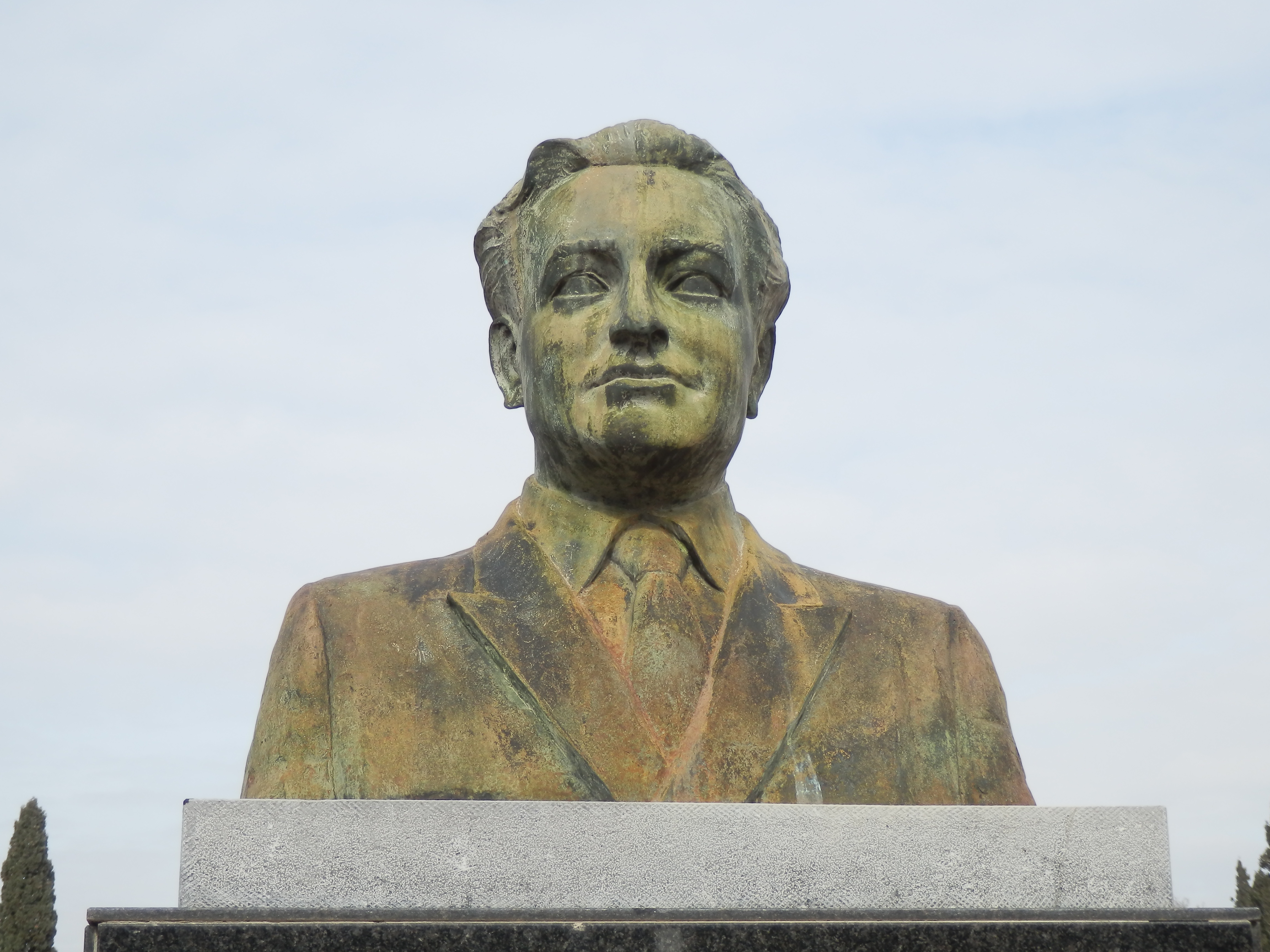
Busto de Miguel Fleta en el Cementerio de Zaragoza.

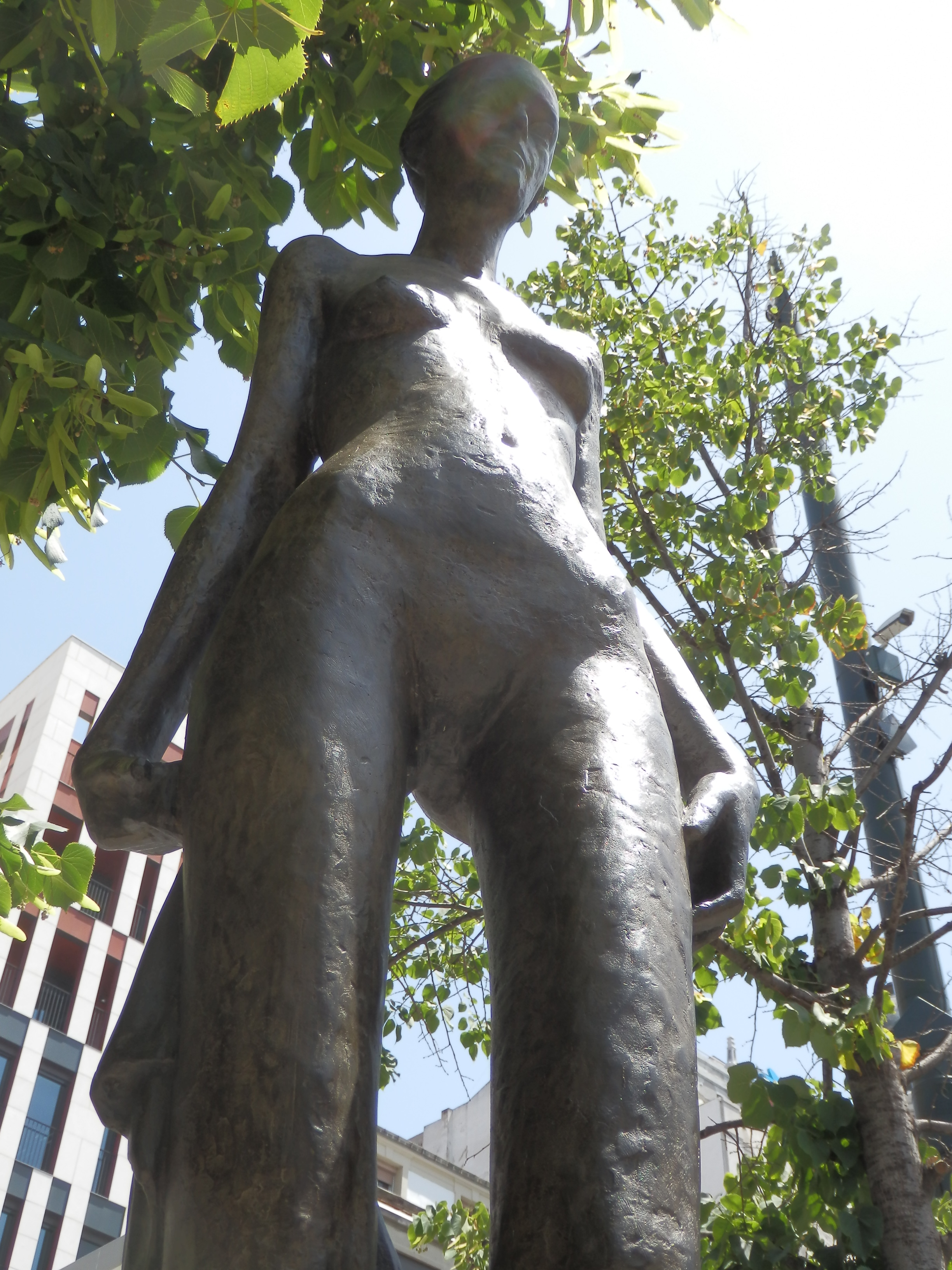
Mujer con manto azul.

- Busto homenaje al pintor Manel Bea (1998). Ayuntamiento de Castell d’Aro (Gerona).[1]
- Busto de Miguel Fleta en el Cementerio de Zaragoza (1999). Busto de bronce que le representa en su edad adulta, inaugurado el 29 de mayo de 1999. La obra se realizó con motivo de los actos de celebración del centenario del nacimiento del cantante.[2]
- Busto homenaje a Antonio Machado (1999). Ayuntamiento de Ejea (Zaragoza).[1]
- Busto homenaje a María Moliner para el Instituto María Moliner de Zaragoza (2000). Diputación General de Aragón.[1]
- Maternidad Caminando (2001). Ayuntamiento de Fraga (Huesca).[1]
- Escultura de bronce Complicidad (2002). Instalada en la Gran Vía de Zaragoza. Obra donada a la ciudad de Zaragoza por la Fundación San Valero y la Fundación SAMCA en 2003.[3]
- Conjunto Escultórico en Homenaje a Vicente Campo (2004) para el Parque de Huesca, Ayuntamiento de Huesca.[1]
- Escultura Gran Caminante (2004) para la rotonda del Puente Viejo de Alcañiz.  Ayuntamiento de Alcañiz (Teruel).[1]
- Busto homenaje a Salvador Allende (2004). Ayuntamiento de Zaragoza.[1]
- Monumento a Lucas Mallada (2006). Avenida de Lucas Mallada en Huesca. Ayuntamiento de Huesca.[1]
- Escultura de bronce Mujer con manto azul (2007). Donada el 18 de febrero de 2015 por el escultor a la ciudad de Zaragoza.[4]
- Monumento al zapatero artesano (1995). Sobre un proyecto de Ángel Grávalos. Ayuntamiento de Brea (Zaragoza).[1]
- La suerte (2007). Ayuntamiento de Fraga (Huesca).[1]
- El león de la ciudad (2009). Base aérea de Zaragoza. Ayuntamiento de Zaragoza.[1]
- De padre a hijo (2010). Homenaje a las cofradías de Barbastro. Barbastro, Huesca.[1]
- Eladio Villanueva (2011). Sede central de CGT en Madrid.[1]
- Escudo de la CGT (2012). Ruesta (Huesca).[1]

## Galería de imágenes

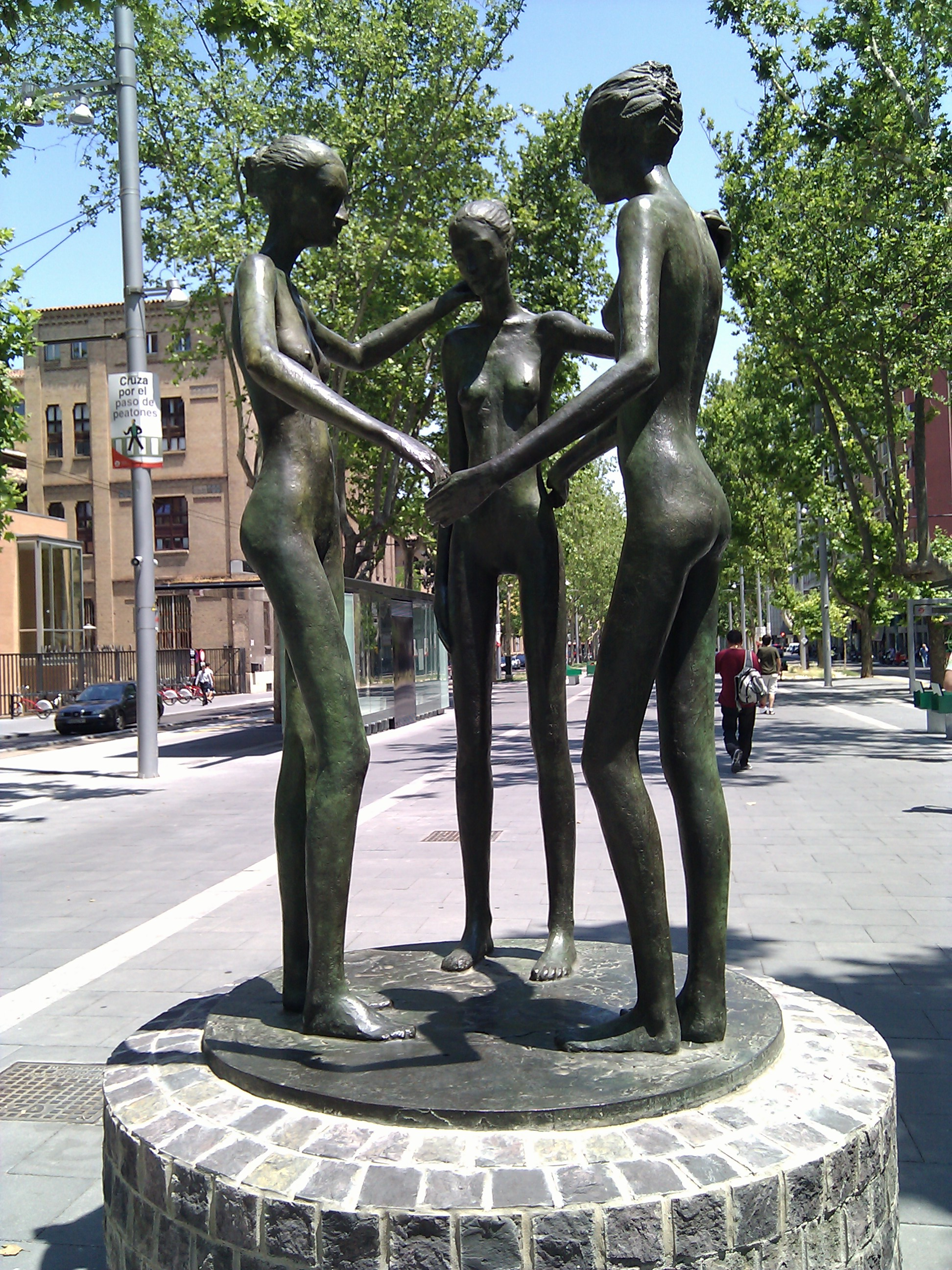
Complicidad
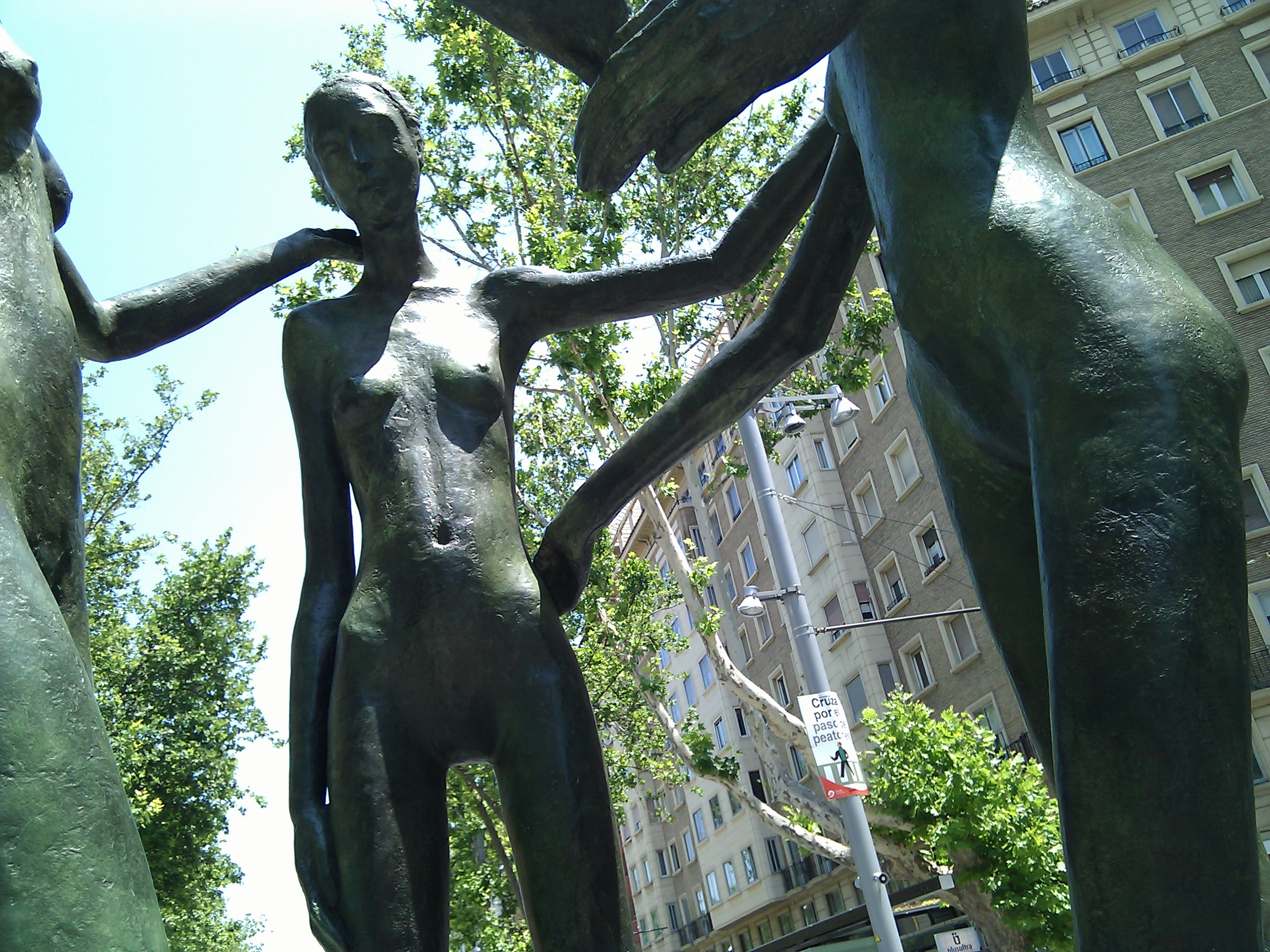
Complicidad
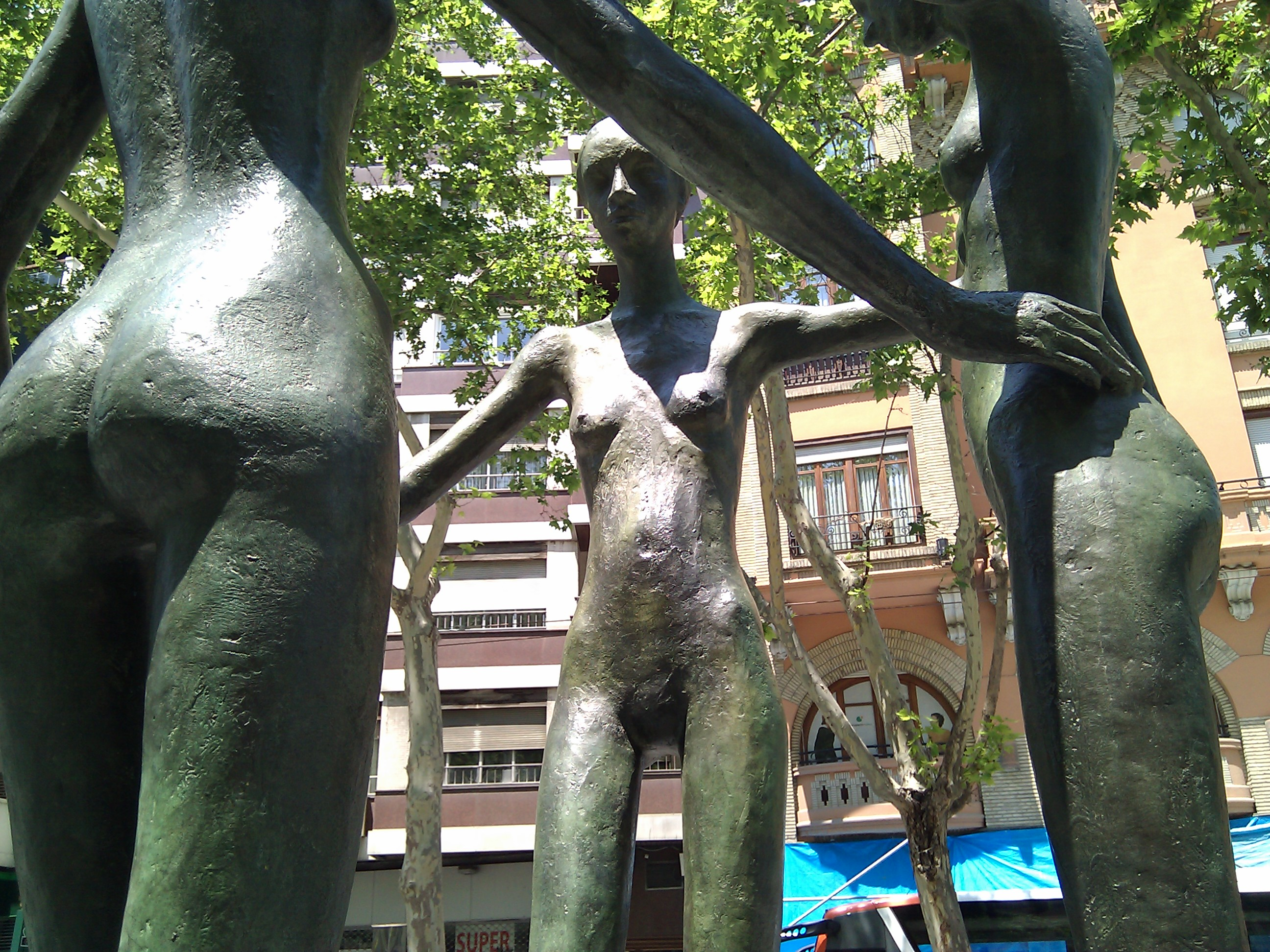
Complicidad
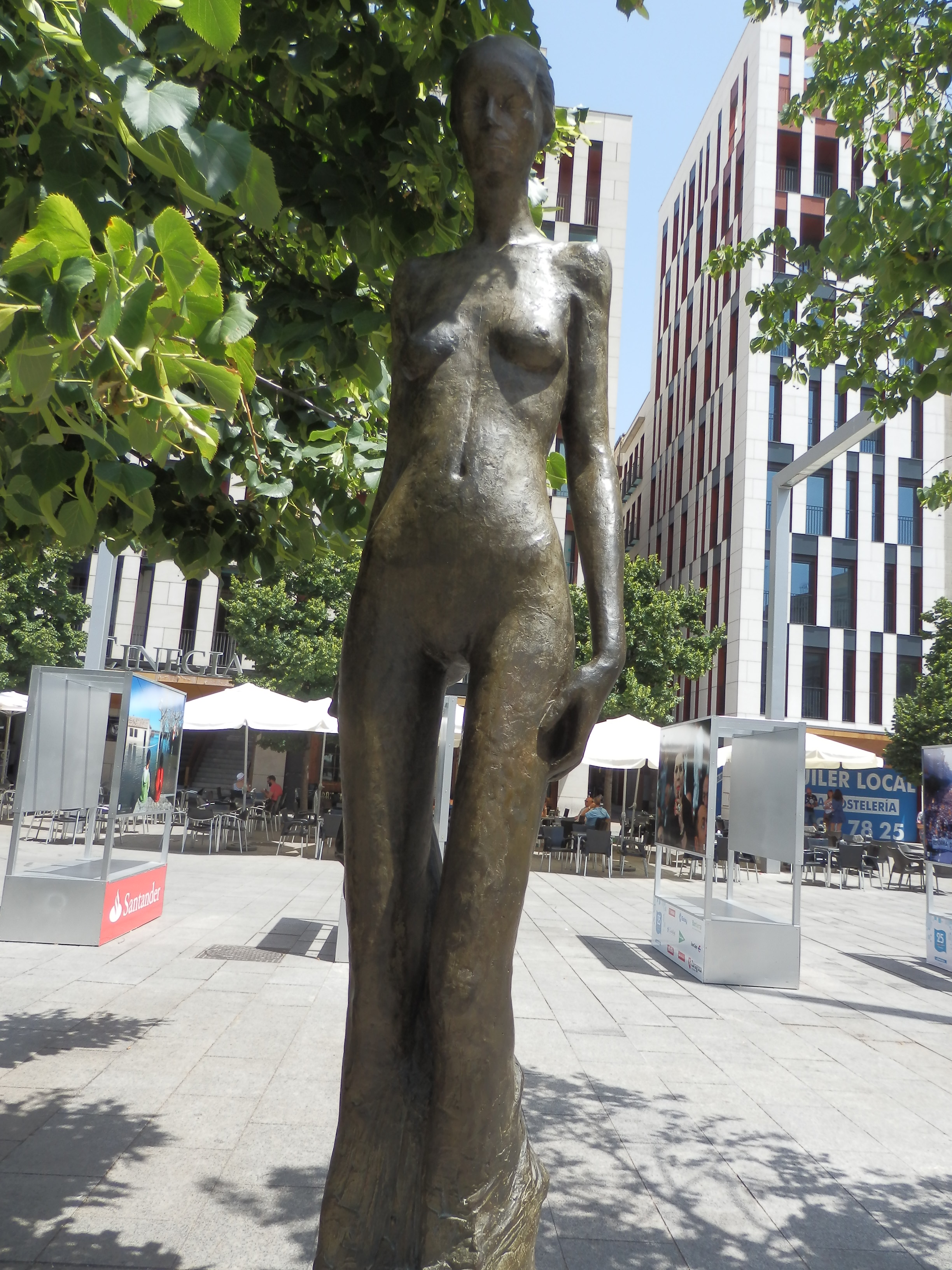
Mujer con manto azul
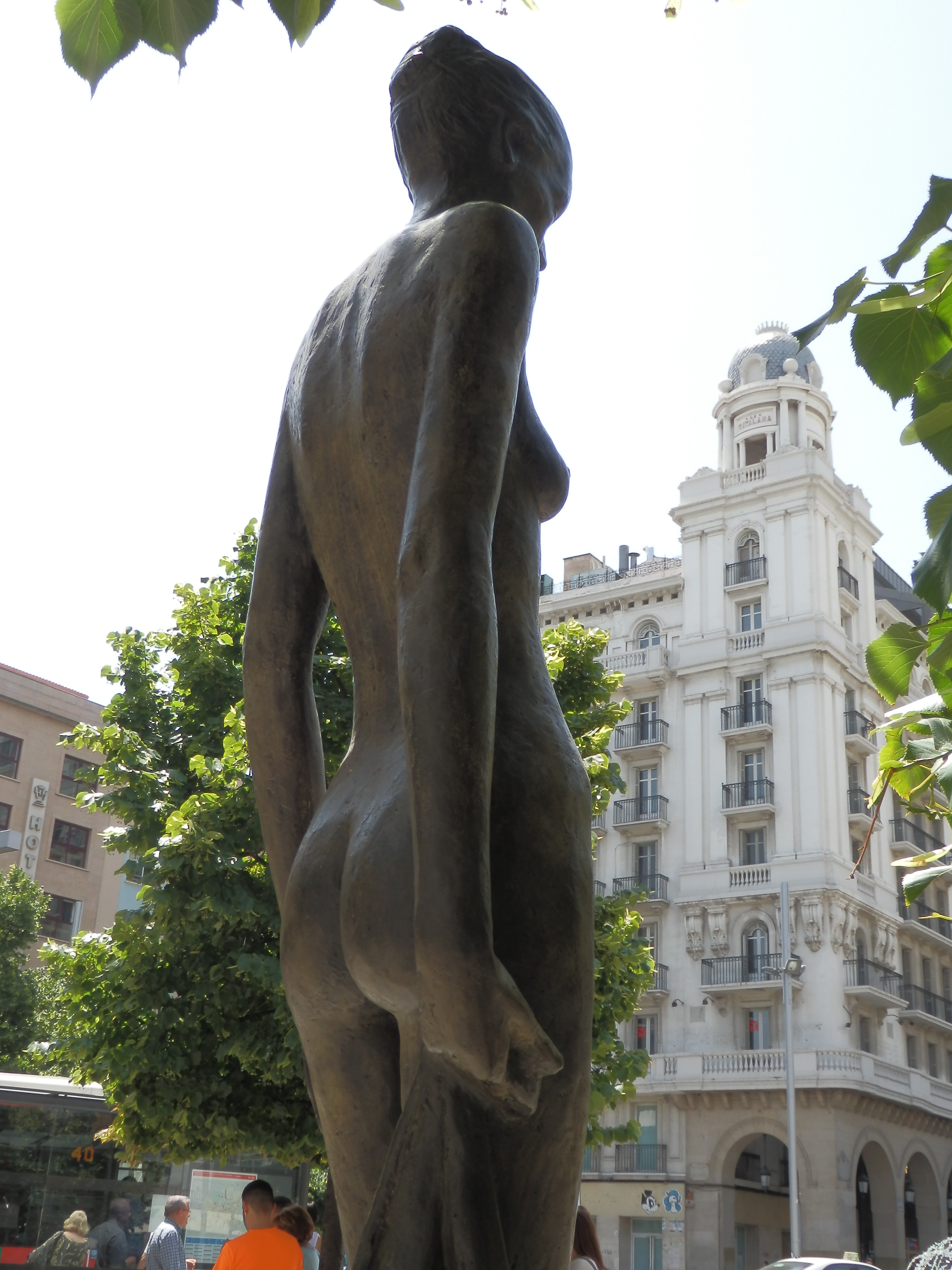
Mujer con manto azul